# Nepálská policie
Nepálská policie je národní policie Nepálu a součást nepálské armády.

## Historický vývoj
Počátky nepálské policie se datují do roku 1864, kdy byly seskupeny a vytvořeny pod vlivem zahraničních trendů první policejní sbory. Zpočátku nebyla nepálské policie příliš profesionální a důležitá. Byla to skupina lidí bez dostatečného vzdělání a praxe. 
V letech 1954-1990 došlo k modernizaci a profesionalizaci složky. Vrchní velitelství policie bylo ustanoveno v Kathmandu. Prvním generálním inspektorem policie byl jmenován Toran Shamsher J. B. Rana
Vznik Nepálské policie byl umožněn vydáním dvou zákonů, a to: 
- Zákon o policii číslo 2012 z roku 1956
- Zákon o policejní regulaci číslo 2015 z roku 1959

Parlament naplněný mnoha politickými stranami převzal tzv. Panchyatský systém policie v roce 1960. O tři roky později, v roce 1963, bylo postaveno Hlavní výcvikové centrum policie.
Lidově demokratická vláda v roce 1990 přeměnila multistranický systém vlády. Nová ústava byla vyhlášena 9. listopadu 1991.
Rok 1992 je spojen se snahou o modernizaci této instituce. Byla vytvořena Komise pro reformu policie. V roce 1991 byl policejní personál zařazen do mise Spojených národů.

## Nepálská policie a Interpol
Nepálské policejní síly vstoupily do organizace Interpol v roce 1967. Národní centrální úřad Interpolu byl umístěn do Kathmandu a Naxalu. Generální inspektor policie Národního centrálního úřadu byl také jmenován do funkce vedení Kriminálního úřadu vyšetřování (CID). Se světem byl a je spojen internetem, telefonem, klasickou poštou a faxem. Byla tak započata mezinárodní spolupráce policie.

## Účast na misích Organizace spojených národů
Nepál se zúčastnil misí v letech 1992 až 2004 v těchto zemích:
- Jugoslávie
- Slovinsko
- Bosna
- Kosovo
- Kambodža
- Mosambik
- Haiti
- Holandsko
- Rwanda
- Irák
- Východní Timor
- Sierra Leone
- UN DPKO
- UN Afg. Desk
- Kongo[nepřesný odkaz]
- Afghánistán
- Libérie
- Haiti
- Súdán

## Druhy policejních složek

### Turistická policie
Nepál oplývá nádhernou přírodou, endemickými druhy a kulturním bohatstvím. Nejen proto byla založena složka Turistická policie. Jejím úkolem je chránit všechny tyto hodnoty velehorského království. Hlavním úkolem nepálské policie je prevence sexuálního obtěžování a dalších kriminálních aktivit turistů.
Turistická policie dohlíží hlavně na tyto oblasti Nepálu: Tribhuvanské mezinárodní letiště (Tribhuvan International Airport) a Basantapur - hlavní oblasti navštěvované turisty v okolí Kathmandu. Tato policejní složka poskytuje cizincům brožury, aby se nedopustili přečinů proti místnímu zákonu, jsou zde vyjmenovány hraniční přechody a hlavní informace týkající se pobytu v této zemi.

### Státní policie
Jejím hlavním úkolem je ochraňovat společnost. Po celé zemi je rozmístěno na 80 policejních stanovišť nacházejících se ve více než 33 distriktech.

## Národní policejní akademie
Národní policejní akademie byla založena jako hlavní školicí centrum v roce 1992. V devadesátých letech se odehrály hlavní přeměny týkajících se policejních složek. Tyto změny vedly k větší profesionalitě a odbornosti policistů. 
Skládá se ze 4 školicích odvětví: Školicí centrum pro detektivy, služební psy, policejní kapelu a centrální policejní laboratoř.